# Helius (Helius) phasmatis
Helius (Helius) phasmatis is een tweevleugelige uit de familie steltmuggen (Limoniidae). De soort komt voor in het Neotropisch gebied.